# Javier Ramírez
Javier Ramírez Abeja (Carmona, 14 maart 1978) is een Spaans voormalig wielrenner.

## Belangrijkste overwinningen
2002
- Clásica Memorial Txuma

2003
- Copa de España
- 2e etappe Ronde van León
- Eindklassement Ronde van León

2008
- Memorial Manuel Sanroma

2011
- Bergklassement Ruta del Sol

2012
- 7e etappe Ronde van Chili
- 1e etappe Ruta del Sol
- 1e etappe Ronde van Azerbeidzjan
- Eindklassement Ronde van Azerbeidzjan

## Resultaten in voornaamste wedstrijden
| Jaar | Ronde van Italië | Ronde van Frankrijk | Ronde van Spanje |
| ---- | ---------------- | ------------------- | ---------------- |
| 2004 |                  |                     |                  |
| 2005 | 65e              |                     |                  |
| 2006 | 82e              |                     |                  |
| 2009 |                  |                     | 62e              |
| 2010 |                  |                     | 89e              |
| 2011 |                  |                     |                  |
| 2012 |                  |                     | 120e             |

| Jaar | Amstel Gold Race | Luik-Bast.‑Luik | Waalse Pijl | Parijs-Tours |
| ---- | ---------------- | --------------- | ----------- | ------------ |
| 2004 | 87e              | 110e            | 90e         | 143e         |
| 2005 |                  |                 |             |              |
| 2006 |                  |                 |             |              |
| 2009 |                  |                 |             |              |
| 2010 |                  |                 |             |              |